# Lucifer (japanische Band)
Lucifer (Eigenschreibweise: Λucifer, ausgesprochen: Ryushiferu) war eine japanische Rock/Pop-Band, die 1999 gegründet wurde und dem Visual Kei zuzurechnen war. 2003 wurde die Auflösung der Band beschlossen.

## Geschichte
Der Name der Band geht auf den erfolgreichen Manga „Kaikan Phrase“ der japanischen Mangaka Mayu Shinjo zurück, in dem es um eine gleichnamige Band geht. Λucifer wurde gegründet, um den Anime „Kaikan Phrase“ zu promoten. Die Mitglieder der realen Band nahmen die gleichen Namen an wie die Charaktere des Animes mit Ausnahme von Sänger Makoto, der seinen Namen nicht in Sakuya änderte.
Ihr Debüt hatten Λucifer am 15. September 1999 mit ihrer ersten Single Datenshi BLUE, welche gleichzeitig auch das zweite Opening des Animes (Episoden 12-22) war. Auch für das dritte und vierte Opening sangen Λucifer die Lieder (C no Binetsu und Toyko Gensō). Die Band sang ebenfalls zu Beginn des Animes die Lieder, deren Texte im Manga vorkamen, geschrieben von Mayu Shinjo. Ein Beispiel dafür ist der Song Plasmagic, der sowohl von der Manga/Anime-Band gesungen wurde, als auch von der echten Band Λucifer.
Die Band wurde zunehmend populärer. Noch im gleichen Jahr veröffentlichten sie auch ihr erstes Album Limit Control. Die Musik schrieben Takuya Asanuma (Judy and Mary), Chisato (Penicillin) und IPPEI & TAIZO (FEEL), aber später begannen die Mitglieder eigene Songs zu schreiben. Es folgte die Veröffentlichung weiterer Alben und Singles. Auch nach Ende des Animes entschied sich Band, weiter Musik zu machen.
Am 25. Oktober 2002, über zweieinhalb Jahre nach dem Ende des Anime, verkündeten Λucifer das Ende der Band. Es folgte ihre letzte Tour unter dem Titel Λucifer Last Live 2002-2003 Energy vom 16. Dezember 2002 bis 10. Januar 2003, die 9 Konzerte einschloss. Am 11. Januar 2003, nach ihrem letzten TV-Auftritt im thailändischen Fernsehen (welcher gleichzeitig ihr erster Auftritt außerhalb Japans war), trennte sich die Band und die einzelnen Bandmitglieder begannen, sich ihren eigenen Projekten zu widmen.
2010 und 2012 gab es Comebacks der Band.

## Solokarrieren
- Makoto hat eine Solokarriere unter dem Namen Makoto gestartet. Für sein erstes Mini-Album Vibration hat er die Unterstützung seiner ehemaligen Bandkollegen Towa und Santa bekommen.
- Towa spielt in den beiden Bands Olive Sunday und Birth of Life und hat ebenfalls eine Solokarriere gestartet. Er gehört auch zu den Personen, die viele Songs für die j-pop-Idole AKB48 und andere Gruppen in dem Bereich arrangieren.[8]
- Santa spielt ebenfalls in der Band Olive Sunday. Seit 2007 beteiligt er sich an vielen Live-Tourneen von Miliyah Kato.[9]
- Yuki spielt in der Band DUSTAR-3.[10] Abgesehen davon arbeitet er mit Janne Da Arcs Yasu in dessen Band Acid Black Cherry zusammen.[11]
- Atsuro war als Gitarrist für einige JPop-Bands tätig, wie meg rock, Marika und Chieko Kawabe. Er produziert und arrangiert auch Songs für außerordentlich viele j-pop-Künstler, inklusive Aya Hirano, Shoko Nakagawa und Minori Chihara.[12]

## Diskografie

### Alben
| Jahr | Titel           | Höchstplatzierung, Gesamtwochen, AuszeichnungChartsChartplatzierungen (Jahr, Titel, Platzierungen, Wochen, Auszeichnungen, Anmerkungen) | Anmerkungen                            |
| Jahr | Titel           | JP | Anmerkungen                            |
| ---- | --------------- | --- | -------------------------------------- |
| 1999 | Limit Control   | JP6 (8 Wo.)JP | Erstveröffentlichung: 8. Dezember 1999 |
| 2001 | Beatrip         | JP10 (3 Wo.)JP | Erstveröffentlichung: 21. Februar 2001 |
| 2002 | Element Of Love | JP17 (2 Wo.)JP | Erstveröffentlichung: 13. März 2002    |
| 2002 | The Best        | JP15 (5 Wo.)JP | Erstveröffentlichung: 5. Dezember 2002 |

### Singles
| Jahr | Titel Album             | Höchstplatzierung, Gesamtwochen, AuszeichnungChartsChartplatzierungen (Jahr, Titel, Album, Platzierungen, Wochen, Auszeichnungen, Anmerkungen) | Anmerkungen                              |
| Jahr | Titel Album             | JP | Anmerkungen                              |
| ---- | ----------------------- | --- | ---------------------------------------- |
| 1999 | Datenshi Blue –         | JP16 (12 Wo.)JP | Erstveröffentlichung: 15. September 1999 |
| 1999 | C no Binetsu –          | JP8 (7 Wo.)JP | Erstveröffentlichung: 3. November 1999   |
| 2000 | Tokyo Illusion / Lucy – | JP11 (7 Wo.)JP | Erstveröffentlichung: 16. Februar 2000   |
| 2000 | Carnation Crime –       | JP9 (5 Wo.)JP | Erstveröffentlichung: 7. Juni 2000       |
| 2000 | Junk City –             | JP9 (4 Wo.)JP | Erstveröffentlichung: 2. August 2000     |
| 2000 | Tsubasa –               | JP11 (4 Wo.)JP | Erstveröffentlichung: 8. November 2000   |
| 2001 | Hypersonic Soul –       | JP16 (3 Wo.)JP | Erstveröffentlichung: 1. August 2001     |
| 2002 | Regret –                | JP18 (3 Wo.)JP | Erstveröffentlichung: 6. Februar 2002    |
| 2002 | Realize –               | JP15 (2 Wo.)JP | Erstveröffentlichung: 7. August 2002     |

### Videoalben
- 2000: ~Film~ Escape
- 2001: Be-Trip Tour 2001
- 2001: ~Film~ Escape 2
- 2003: Last Tour 2002–2003 Energy Tour Final At Tokyo Kokusai Forum
- 2010: 10th Anniversary Live Tour Rinne 2010.09.01 Akasaka Blitz